# NGC 5718
NGC 5718 é uma galáxia elíptica (E-S0) localizada na direcção da constelação de Virgo. Possui uma declinação de +03° 27' 56" e uma ascensão recta de 14 horas, 40 minutos e 42,8 segundos.
A galáxia NGC 5718 foi descoberta em 30 de Abril de 1786 por William Herschel.